# Арбанашко плато
Арбанашкото плато е платовидна област в Северна България, Средния Предбалкан, област Велико Търново, част от Търновските височини.
Арбанашкото плато се простира в източната част на Търновските височини, на изток от Търновския пролом на река Янтра. Западните и северните му склонове обърнати към долината на Янтра и източните – към Горнооряховското поле са стръмни, на места отвесни, увенчани със скални венци. На юг чрез ниска седловина (342 м) в района на село Шереметя платото се свързва с Присовския рид. По северното и източното му подножие преминава условната граница между Средната Дунавска равнина и Средния Предбалкан.
Дължината му от северозапад на югоизток е 7 – 8 км, а ширината – до 5 км. Най-високата му точка (439,8 м) се намира в средната му част, на около 800 метра западно Петропавловския манастир. Средната му надморска височина е 350 – 400 м. Изградено е от дебелослойни, слабо огънати долнокредни варовици с карстови форми. Склоновете му са обрасли с ниски храстови гори, а по билото му има пасища и обработваеми земи.
В средата на платото е разположено село Арбанаси, а по периферията му – градовете Велико Търново (на запад), Горна Оряховица и Лясковец (на изток) и село Шереметя (на юг).
По северното и западното подножие на платото, от Горна Оряховица до Велико Търново преминава участък от трасето на жп линията Русе – Стара Загора – Подкова.
По южното му подножие, на протежение от 7,9 км от Велико Търново до Лясковец преминава участък от Републикански път I-4 от Държавната пътна мрежа Ябланица – Велико Търново – Шумен.
От югозапад на североизток, на протежение от 5,6 км от Велико Търново до Горна Оряховица платото се пресича от участък от Републикански път III-514 от Държавната пътна мрежа Велико Търново – Драганово – Лом Черковна.
На билото и в западното му подножие са разположени два известни православни манастира: Петропавловския и Патриаршеския.
На Арбанашкото плато се провежда Национален събор на овцевъдите в България. Провежда се ежегодно, през месец Май от 2013 г. край Петропавловския манастир, до село Арбанаси, област Велико Търново. Организира се от Национална овцевъдна и козевъдна асоциация (НОКА), със съдействието на Министерството на земеделието, храните и горите на Република България и подкрепата на общините Велико Търново, Лясковец и Горна Оряховица.

## Митът за Беломорско течение
Съществува широко разпространен мит в Интернет пространството и сред някои местни жители, че над Арбанашкото плато преминава така нареченото „Беломорско въздушно течение“. Митът е разпространен основно от интернет сайтове на туристически агенции и хотели, предлагащи почивки в Арбанаси и Лясковец. Според разпространяваните заблуди, Беломорското течение е „прочуто с чистия си въздух“ и „необикновено“. То достигало с. Арбанаси и някога тук са се лекували хора с белодробни болести. Те не дават никакви доказателства за това, само изтъкват съществуването и лечебните му свойства. Според някои възрастни местни жители, всеки вятър над с. Арбанаси идва от Бяло море и носи чист въздух.
Аргументацията на твърдението е следната: По права линия, Арбанашкото плато се намира на около 250 километра от Бяло море. Арбанаси е разположено на Търновски височини – 40 километрови хълмисто-ридови възвишения в Среден Предбалкан, със средна надморска височина 360 – 400 м. Максималната височина на Арбанашкото плато – 439,8 м, дълго 7 – 8 км и широко около 5 км. То е на нивото на проход през Стара планина, поради което има условия беломорски течения да достигат до него.
Тоест, според твърденията, Беломорското течение е толкова ниско, че се промъква между проходите в Стара планина, за да достигне Арбанашкото плато.
Към момента няма никакви научни доказателства, за съществуването на каквото и да било Беломорско въздушно течение, над Арбанашкото плато, гр. Лясковец, с. Арбанаси и т.н. Въздушните течения не се промъкват през ниски планински проходи. Те се движат високо в атмосферата на височина около 12 – 15 км, като не достигат земната повърхност. Тоест, не могат да достигат Арбанашкото плато например и да обуславят климата му за лечение на белодробни заболявания и да внасят чист въздух.

## Топографска карта
- Лист от карта K-35-28. Мащаб: 1 : 100 000.